# George W. Morgan
George Washington Morgan (20 de septiembre de 1820 – 26 de july de 1893) fue un soldado estadounidense, abogado, político, y diplomático.  Luchó en la Revolución de Texas y en la Batalla de México, siendo general en el Ejército de la Unión durante la Guerra Civil americana. Sirvió durante tres mandatos en la postguerra como congresista en Cámara de Representantes de los Estados Unidos por Ohio.

## Primeros años y carrera
Morgan nació en una familia prominente del Condado de Washington, Pensilvania. Su abuelo, el Coronel George Morgan, fue el primero en informar al Presidente Thomas Jefferson sobre la conspiración de Aaron Burr. Fue educado en las escuelas locales y más tarde en 1836, a los 16 años, se retiró del Washington College  y se alistó en la compañía militar que estaba al mando de su hermano mayor, Thomas Jefferson Morgan.  Viajaron hacia el sur, a la Texas Mexicana para luchar en la contienda por la independencia de México. Morgan recibió una comisión en el ejército regular de Texas bajo Samuel Houston como teniente, y ascendió a capitán en el puesto de mando de Galveston. Sirvió junto con los exploradores del capitán Robertson y la Compañía B del Primer Regimiento de Rangers de Texas. Se retiró en 1839 para volver a Pensilvania.
En 1841 ingresó en la Academia Militar de los Estados Unidos, pero se fue en 1843, debido a las malas calificaciones. Se mudó a Mount Vernon, Ohio estudió derecho, fue admitido al Colegio de Abogados, y empezó sus prácticas allí en 1845. Se desempeñó como fiscal para el condado de Knox. 
Cuando estalló la guerra con México, Morgan fue nombrado coronel de la 2ª Infantería de voluntarios de Ohio. Posteriormente le fue encomendada como coronel la 15.º Infantería de Estados Unidos en marzo de 1847, sirviendo al mando del general Winfield Scott. Para poner fin a la guerra de guerrillas y al asesinato de soldados estadounidenses, el coronel Morgan tomó una serie de prominentes ciudadanos mexicanos y emitió una proclama anunciando que por cada soldado estadounidense muerto por la guerrilla, sería ejecutado un ciudadano. Los asesinatos cesaron inmediatamente.  Fue nombrado general de brigada en 1848 por su gallardía en las batallas de Contreras y Batalla de Churubusco, donde fue herido de gravedad. Volvió a Ohio para recuperarse, y recibió el agradecimiento formal de la legislatura de Ohio. 
Morgan reanudó su práctica legal en Mount Vernon. Se casó con Sarah H. Hall de Zanesville, Ohio, el 7 de octubre de 1851, y tuvieron dos hijos.
Ejerció como abogado hasta 1856, cuando fue nombrado por el presidente James Buchanan Cónsul de los Estados Unidos en Marsella. Dos años más tarde, fue nombrado Embajador en Portugal, puesto que ocupó hasta 1861, cuando regresó a los Estados Unidos tras el estallido de la Guerra Civil.

## Guerra Civil
Morgan, debido a su experiencia militar en dos guerras anteriores, fue nombrado general de brigada en el Ejército de la Unión el 21 de noviembre de 1861, bajo el comando del General Don Carlos Buell en el teatro occidental. En marzo de 1862, Morgan asumió el mando de la séptima división del Ejército del Ohio y se le ordenó ir hacia el sureste de Kentucky para conducir a los confederados al estratégico Desfiladero de Cumberland y ocuparlo. Moviéndose rápidamente, Morgan derrotó a los confederados de Carter L. Stevenson y expulsó a los defensores el 18 de junio de 1862. Cerró con éxito la brecha con sus cuatro brigadas de infantería, que se vieron incrementadas por la artillería colocadas en las alturas.
Sin embargo, en septiembre, se vio obligado a retirarse a toda prisa hacia el río Ohio cuando Braxton Bragg invadió Kentucky, cortando sus rutas de abastecimiento. Morgan dirigió un retiro magistral frente a la fuerza enemiga muy superior, siendo acosado constantemente por ataques de las guerrillas del coronel John H. Morgan. Los 8.000 hombres de George Morgan marcharon más de 200 millas desde el desfiladero de Cumberland en dieciséis días hasta Greenup, Kentucky, a donde llegó el 3 de octubre en su camino a Camp Dennison en Ohio.
En noviembre, Morgan sirvió con el General Jacob D. Cox en Virginia occidental en el valle del río Kanawha, durante la defensa de Charleston.
Al año siguiente, Morgan comandó la 3.ª División del XIII Cuerpo bajo General William T. Sherman durante la Campaña de Vicksburg. Sherman, sin embargo, estaba molesto por la actuación de Morgan en la batalla de Chickasaw Bluffs, cuando no pudo cumplir las órdenes de un ataque planeado. Morgan pronto se redimió cuando condujo las fuerzas del XIII Cuerpo capturando el fuerte Hindman en Arkansas.
Su deteriorada salud debido a las largas campañas, y descontento con el uso de las tropas negras, Morgan dimitió de su cargo el 8 de junio de 1863 y regresó a Ohio y la vida civil. 

## Vida posterior y carrera política

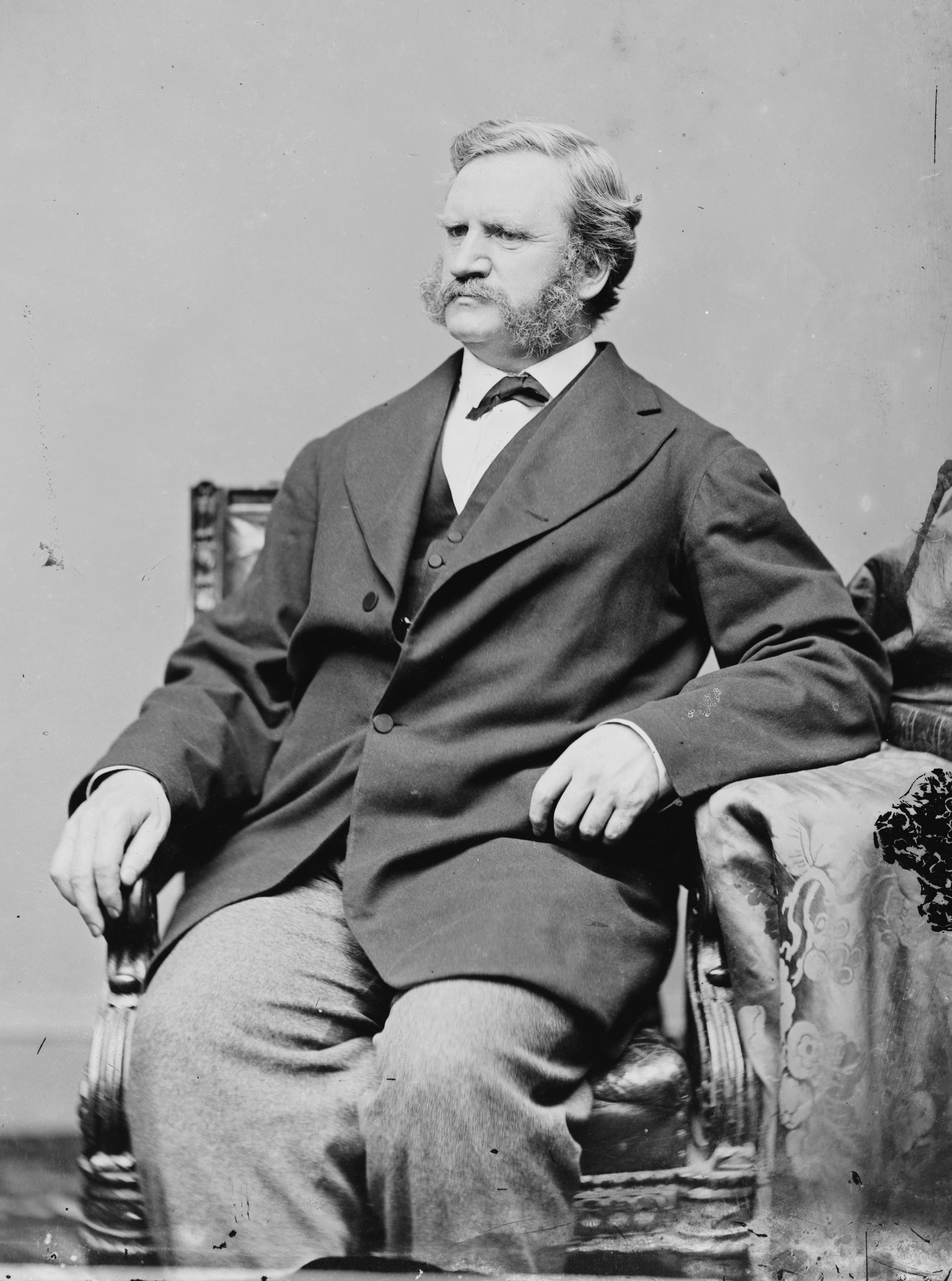
George Washington Morgan

Aunque muy a favor de mantener la Unión a cualquier precio, Morgan se oponía igualmente a cualquier interferencia gubernamental con la institución estatal del Sur, la esclavitud, y creía que el gobierno federal no tenía derecho legal para abolir la práctica.  Morgan hizo campaña en Ohio para el exgeneral del ejército George B. McClellan en las Elecciones presidenciales de Estados Unidos de 1864. En 1865 fue el candidato demócrata para Gobernador de Ohio, siendo derrotado por su antiguo jefe en el Valle de Kanawha, Jacob D. Cox. 
Sin embargo, continuó con su carrera política, y en 1866 fue elegido miembro de la 40.º Congreso de Estados Unidos por el 13.º de Distrito de Ohio, sirviendo en Comité de Asuntos Exteriores. Allí, votó en contra de la destitución del presidente Andrew Johnson. Dos años más tarde, parecía haber ganado las reelecciones. Sin embargo, su puesto fue impugnado por el candidato republicano derrotado, Columbus Delano, que lo sustituyó el 3 de junio de 1868. Sin disuadirse, Morgan hizo campaña otra vez en 1870 y fue elegido para un nuevo mandato, cubriendo su escaño del Congreso hasta 1873, sirviendo en los comités de asuntos exteriores, asuntos militares y de reconstrucción. Él era muy crítico con las duras políticas de la administración sobre la Reconstrucción y luchó constantemente con los republicanos radicales.  Morgan se postuló para Presidente de la Cámara de Representantes de los Estados Unidos, pero fue derrotado por James G. Blaine.
Después de su retiro del Congreso, Morgan un delegado itinerante de la Convención Nacional Demócrata de 1876 en San Luis.
Murió en Fuerte Monroe, Virginia, y fue enterrado en el cementerio Mound View de Mount Vernon, Ohio.

## Otras Lecturas
- Asbury, Samuel E., ed., "Extracts from the Reminiscences of General George W. Morgan," Southwestern Historical Quarterly 30 (enero de 1927) (Inglés).